# Águas Vivas
Águas Vivas era una freguesia portuguesa del municipio de Miranda de Duero, distrito de Braganza.

## Historia
Águas Vivas debe su nombre a los numerosos manantiales que brotan en su territorio. No fue creada como freguesia hasta el 12 de julio de 2001, por segregación de la de Palaçoulo.[cita requerida]
Fue suprimida el 28 de enero de 2013, en aplicación de una resolución de la Asamblea de la República portuguesa promulgada el 16 de enero de 2013 al unirse con la freguesia de Silva, formando la nueva freguesia de Silva e Águas Vivas.